# Aspermont
Aspermont è un comune degli Stati Uniti d'America, situato nello stato del Texas, nella contea di Stonewall, della quale è il capoluogo.